# Gmina związkowa Hillesheim
Gmina związkowa Hillesheim (niem. Verbandsgemeinde Hillesheim) − dawna gmina związkowa w Niemczech, w kraju związkowym Nadrenia-Palatynat, w powiecie Vulkaneifel. Siedziba gminy związkowej znajdowała się w mieście Hillesheim.

## Podział administracyjny
Gmina związkowa zrzeszała jedenaście gmin, w tym jedną gminę miejską (Stadt) oraz dziesięć gmin wiejskich:
1. Basberg
2. Berndorf
3. Dohm-Lammersdorf
4. Hillesheim
5. Kerpen (Eifel)
6. Nohn
7. Oberbettingen
8. Oberehe-Stroheich
9. Üxheim
10. Walsdorf
11. Wiesbaum

1 stycznia 2019 gmina związkowa została połączona z gminą związkową Gerolstein oraz Obere Kyll tworząc jednocześnie nową gminę związkową Gerolstein.